# Teleférico do Jardim Botânico da Madeira

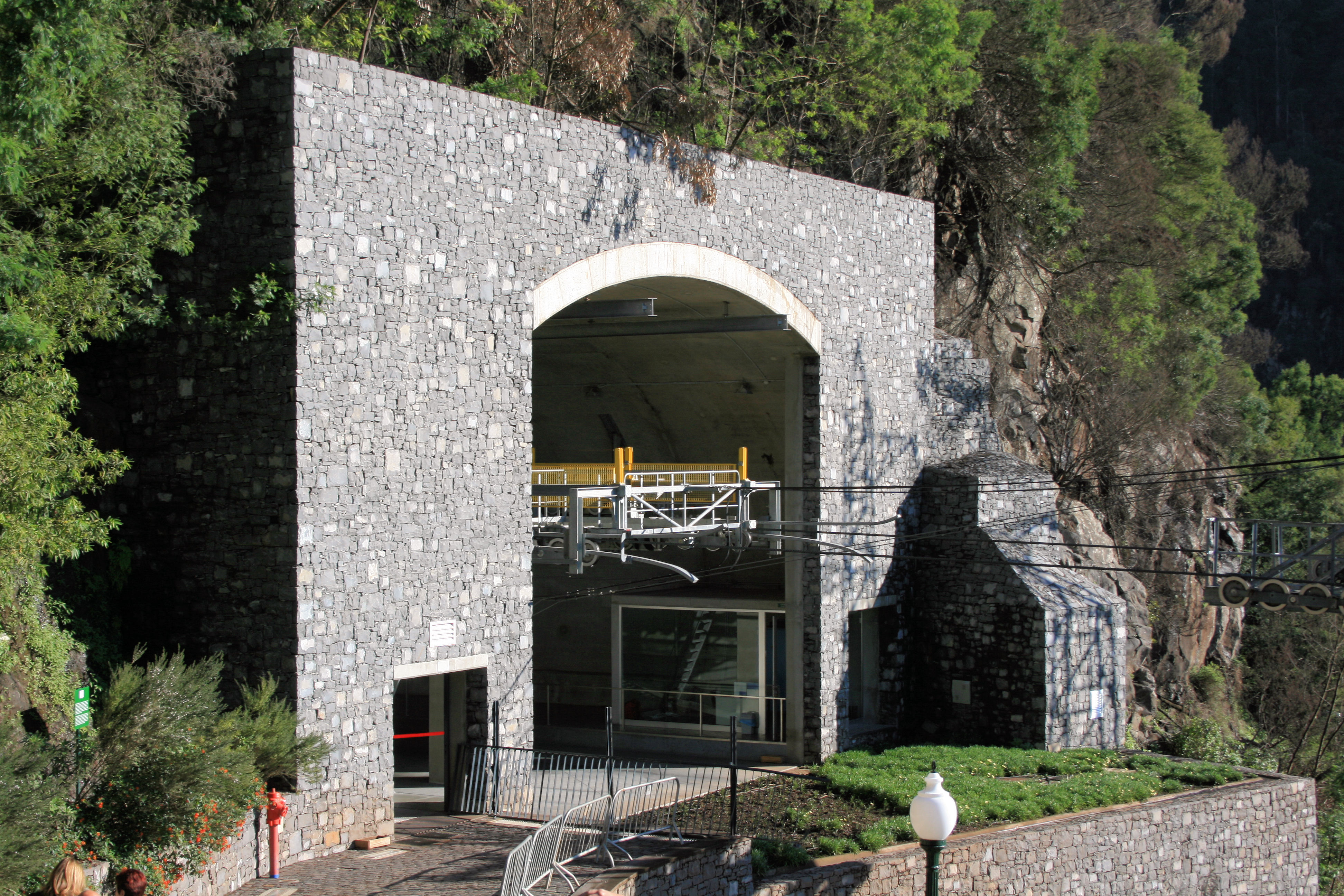
Estação topo.

O Teleférico do Jardim Botânico localiza-se no Funchal, Madeira, Portugal. Inaugurado em 2005, faz a ligação do Jardim Botânico ao Monte, em aproximadamente nove minutos, tendo uma vista panorâmica do vale da Ribeira de João Gomes e sobre a cidade do Funchal. É composto por 12 cabines de 8 lugares cada, movimentadas por um sistema tipo monocabo-telecabina; é explorado pela empresa MTA - Transportes Alternativos da Madeira.
A estação de base situa-se no Jardim Botânico da Madeira, estando o topo, no Monte, situado no Largo das Babosas e os Jardins do Monte . Neste local tem correspondência pedonal com o terminal topo do Teleférico da Cidade do Funchal e não fica longe da estação Monte da ferrovia em cremalheira do Comboio do Monte, extinta em 1943.